# Седельников, Глеб Серафимович
Глеб Серафимович Седельников (6 августа 1944, Москва — 10 апреля 2012, Москва) — советский и российский композитор и поэт.

## Биография
Несмотря на полную потерю зрения к девятилетнему возрасту, окончил теоретико-композиторское отделение Музыкального училища при Московской консерватории (1966), а затем и собственно Московскую консерваторию как музыковед (1971, класс Ю. Н. Холопова) и как композитор (1974, класс А. С. Лемана), в 1979 г. также аспирантуру по кафедре композиции. Член Союза композиторов СССР с 1974 г.
Дебютировал произведениями для детей, особенно вокально-симфоническими, в том числе сюитами «Разноцветная книга» и «Круглый год» для хора и симфонического оркестра на слова С. Маршака (обе 1970), циклом «В музее Ленина» (на слова С.Михалкова, ок. 1969), ораторией «Песня о Соколе» (1972) и кантатой для хора, фортепиано и ударных «Песня о Буревестнике» (1978) по одноимённым произведениям Максима Горького и т. п. Наиболее заметной частью последующего творческого наследия Седельникова стали камерные оперы, первая из которых, «Бедные люди» (1973, по одноимённому произведению Ф. М. Достоевского, либретто композитора), была с успехом поставлена Б. А. Покровским в Московском камерном музыкальном театре. За ней последовали «Лампочка Ильича» (в дальнейшем под названием «Родина электричества») по произведениям Андрея Платонова (1981) и «Медведь» по одноимённой комедии А. П. Чехова (1984). На всём протяжении творческой деятельности Седельников много обращается к вокально-камерному жанру: ему принадлежат романсы и циклы романсов на стихи Пушкина, Блока, Хлебникова, Маяковского, Есенина, Генриха Сапгира и др.
Стихотворные произведения Седельников публиковал под псевдонимом Валентин Загорянский, образованным от названий подмосковных дачных посёлков Валентиновка и Загорянская. Наиболее заметную часть поэтического творчества Загорянского представляют палиндромы, акростихи и другие разновидности так называемой «комбинаторной поэзии» . Эти произведения публиковались в альманахе «Тритон», журналах «Арион», «Новая Юность» и др.
Скончался 10 апреля 2012 года, похоронен на Донском кладбище, в закрытом колумбарии № 18.